# انالوجه
انالوجه روستایی است از توابع شهرستان چادگان، استان اصفهان که تا پیش از اینکه چادگان به عنوان شهرستان شناخته شود، جزئی از شهرستان بزرگ‌تر فریدن بوده است.
روستای انالوجه حد فاصل شهرهای داران و چادگان بر دامنه جنوب شرقی دالانکوه قرار گرفته است.
مردم این روستا ترک زبان بوده و اصالتاً از ایلات قشقایی شیرازی بوده که در قدیم‌الایام به این منطقه مهاجرت نموده و سکنی گزیده‌اند. جایگاه اصلی این روستا تا حدود سیصد سال پیش در میان دشت و مزرعه شافلق در جنوب غربی این روستا یوده که به دلیل ناامنی و سرمای شدید به دامنه کوه در کنار چشمه↵آب پناه آورده و در مکان امروزی اقامت نموده‌اند.↵نام اصلی این روستا ایلچه بر گرفته از واژه ایل می‌باشد که در اصل واژه‌ای ترکی به معنای مردم و جماعت است «ایل در جامعه عشایر ایران عبارت است از اتحادیه‌ای سیاسی متشکل از تیره‌ها و طوایف عشایری است که به اتکای وابستگی‌های خویشاوندی (نسبی، سببی و آرمانی) یا در برهه زمانی خاص، بنا به مصالح و ضرورت‌های سیاسی و اجتماعی با هم متحد شده و تشکیل یک ایل را می‌دهند و معمولاً دارای سرزمین و قلمرو ایلی خاص خود بوده و تحت رهبری و مدیریت شخصی با سمت ایلخان یا ایل بیگ اداره می‌شدند.»
واژه ایلچه در سیر زمانی چند صد ساله دچار تغییر گویشی گردیده و در مرحله بعدی به ایلانچه و سپس با پیدایش اسناد ثبتی و کتابت رسمی اداری در دوره پهلوی به آنالوچه و انالوجه تغییر یافته و در اسناد رسمی و دولتی به شکل انالوجه درآمده است ولی در اسناد عادی قبل از تشکیل اداره ثبت به شکل ایلانجه نوشته شده است.

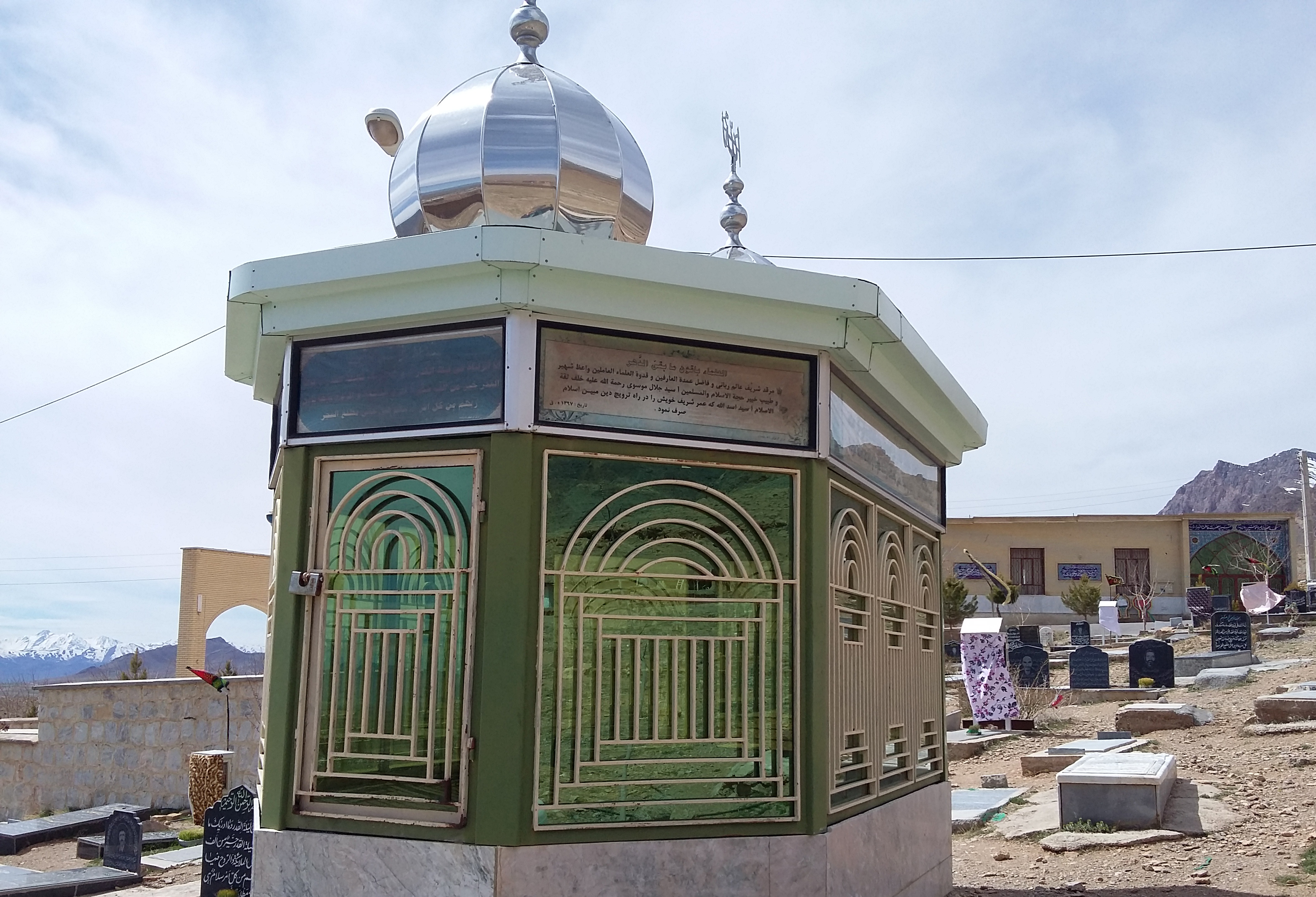
مزار سید جلال موسوی

مردم این روستا از قدیم علاقه‌مند به دین اسلام و مذهب تشیع بوده و فعالیت‌های دینی در آن رواج داشته و دارای عالمان مذهبی بوده است و قدیمی‌ترین روحانی شناخته شده در این روستا مرحوم آخوند ملا رجبعلی بوده و در برهه بعدی علمای سلسله جلیله سادات موسوی مانند آقا سید اسدالله موسوی و عالم و طبیب آقا سید جلال موسوی و دو فاضل و دانشمند برجسته حضرت آیت اله آقا سید محمد باقر موسوی و آیت اله آقا سید مرتضی موسوی می‌باشند و حتی در جایگاه قدیمی این روستا در دشت شافلق حوزه علمیه و مساجد بزرگی بوده است همچنین عالم مخلص ومهذب مرحوم آقا شیخ علی رضائی نیز از مشهورترین عالمان این دیار است این روستا اسلام آباد فریدن واز حامیان خط مقدم انقلاب بوده است که  پس از حمله عراق به ایران و در دوران جنگ ۹۵۰ نفر از این روستای کم‌جمعیت به جبهه رفتند و ۳۶ نفر در جنگ به شهادت رسیدند.
شغل مردم این روستا کشاورزی و دامداری بوده و عمده محصول کشاورزی آن گندم و جو و سیب زمینی است.
کشاورزی این روستا مقداری کشت آبی بوده و در بیشتر اراضی این روستا کشت دیم گندم و جو از زمانهای دور رواج دارد.

## آب و هوا
روستای انالوجه به دلیل قرار گرفتن در دامنه رشته کوه دالانکوه در زمستان سرمای کوهستانی به همراه برف و باران سنگین و در تابستان آب و هوای خنکی دارد.